# My Horse Likes You
My Horse Likes You (dt. Mein Pferd mag dich) ist das zweite Studioalbum der Berliner Band Bonaparte. Es wurde vom Frontman der Band, Tobias Jundt, alleine aufgenommen und produziert und erschien am 4. Juni 2010 bei Staatsakt.

## Entstehung
Wie schon beim Vorgängeralbum Too Much wurden sämtliche Texte von Frontmann Jundt alleine geschrieben, produziert und aufgenommen. Als Studio diente hierfür seine Wohnung. Beim Song Orangutang arbeitete Jundt mit dem Berliner Musiker-Duo Modeselektor zusammen. Das Album erschien am 4. Juni 2010, in der Schweiz wurde es über Sony Music vertrieben.

## Titelliste
1. Ouverture – 2:51
2. My Horse Likes You – 3:15
3. Computer In Love – 3:45
4. Boycott Everything – 3:17
5. L'Etat C'est Moi – 3:40
6. Fly A Plane Into Me – 4:11
7. Rave Rave Rave – 3:46
8. Intermission In Mexico – 1:49
9. Technologiya – 3:40
10. Wir Sind Keine Menschen – 4:03
11. My Body Is A Battlefield – 4:16
12. Orangutang (feat. Modeselektor) – 4:58
13. Adabmal – 4:54
14. The End – 1:16

## Rezensionen
Von Musikkritikern wurde das Album sehr gemischt besprochen, die Kritiker weichen dabei in ihrer Bewertung teilweise deutlich voneinander ab. Die Mehrheit der Kritiker bewertete das Album jedoch überwiegend positiv bis neutral.
Kathrin Lang von musicsection.de äußert sich überwiegend positiv über das Album und gibt 4 von 5 möglichen Punkten. Sie schreibt zum Album, dass die Genrevielfalt für einen originellen Klang sorgt und die Texte gegenüber dem vorherigen Album ausgereifter seien. Einziger negativer Aspekt sei, dass dem Album Songs mit wirklichem Hitpotenzial fehle. Abschließend ist sie der Meinung, dass Bonaparte seinem Stil treu geblieben ist, dank der Texte aber trotzdem noch überraschen kann.
Auch Tim Brosowski bewertet das Album in seiner Kritik für cdstarts.de positiv und vergibt 7 von 10 Punkten. Zum Album meint er, dass sich die Songs vor allem für die Liveauftritte sehr gut eignen würden. Weiteres Lob findet er an der Feinsinnigkeit der Texte und wie diese in die Musik integriert wurden.
Laut.de benotet das Album ebenfalls überwiegend positiv, findet jedoch mehr Kritikpunkte. Kritiker Jakob Rondthaler schreibt, ähnlich wie Lang und Brosowski, dass dem Album zwar die wirklichen Hits fehle, sich die Songs dafür sehr gut für Konzerte eignen. Des Weiteren bemängelt er leicht, dass die Partystimmung des Albums auf Dauer etwas anstrengend sein kann. Als Bewertung werden 3 von 5 möglichen Sternen vergeben.
Ulf Ayes von motor.de gewinnt dem Album ebenso die positiven Seiten ab. Im Gegensatz zum Vorgängeralbum Too Much sei es schlüssiger und mitreißender, außerdem seien die Texte gut geschrieben.
Anderer Meinung hingegen ist Christian Preußler von Plattentests.de. Er gibt dem Album 3 von 10 Sternen und meint, dass My Horse Likes You ein stumpfes Album für Partys sei und damit vor allem die Leute anspreche, welche Bonaparte in ihren Texten kritisiert. Außerdem sei die Produktion schlecht durchgeführt und die Texte nichtig. Trotzdem meint auch Preußler, dass Bonaparte mit dem Album ihren Erfolg fortsetzen können.
Die Onlineausgabe der Computer Bild schließt sich der Meinung Preußlers an und vergibt das Prädikat enttäuschend. Das Album sei unüberlegt aufgenommen und produziert worden und die Texte seien nichtssagend.

## Videos
Zur Single Computer in Love wurde ein Musikvideo veröffentlicht, welches Jundt und Teile seiner Band in der "virtuellen Welt" des Computers zeigen. Das Video endet damit, dass sich Jundts Kopf in einen Bildschirm verwandelt.
Für die Serie Rekorder der Wochenzeitung Die Zeit wurde außerdem ein Video zur Single My Horse Likes You, in welchem Jundt mit einem Plattenspieler und einer Akustikgitarre auf einem Pferdehof auftritt.